# Retraitehuis (Roermond)
Het Retraitehuis is een voormalig vrouwenklooster aan de Kapellerlaan in Roermond.

## Geschiedenis

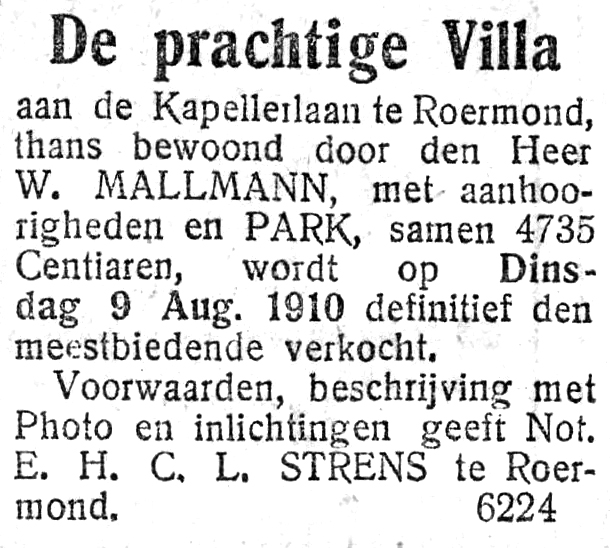
Advertentie Villa Mallmann. Afkomstig uit De Tijd, 23 juli 1910.

Het gebouw dankt zijn naam aan de Zusters van de Onze Lieve Vrouw der Retraite. Deze zusters uit Eijsden wilden zich in 1908 ook in Roermond vestigen. Het gebouw waarin zij hun nieuwe klooster stichtten werd omstreeks 1882 gebouwd en stond bekend als de Villa Claus. Deze villa werd in 1898 gekocht door de zakenman Willem Mallmann, directeur van de Chemische Werken Roermond. Op 27 mei 1910 werd deze onderneming failliet verklaard. Op 23 juni werd zijn persoonlijk faillissement uitgesproken. Op 4 en 5 oktober werd zijn inboedel openbaar verkocht. In 1911 kochten de zusters de villa en lieten deze verbouwen tot klooster. De zusters kozen waarschijnlijk voor deze villa omdat deze aan een van de uitvalswegen van Roermond lag. Ook de retraitehuizen in Amersfoort en Zenderen werden aan uitvalswegen gebouwd.
De opening vond plaats in mei 1912. In het Retraitehuis konden alle vrouwen, ongeacht hun afkomst of leeftijd, zich enkele dagen terugtrekken om tot geestelijke bezinning te komen. Na de opening werd de villa verschillende keren uitgebreid. In 1912 werd rechts een nieuwe vleugel gebouwd, de zogenaamde witte kloosterbouw. In 1931 ontving het retraitehuis 818 bezoekers. In 1932 steeg dit aantal naar 1.396. In 1935 waren dit er 1.253 en in 1936 1.003. In het Retraitehuis werden verder ook vergaderingen en bijeenkomsten van katholieke organisaties gehouden, zoals de studiedagen ter ‘bestrijding van het communisme’ in 1946. Tijdens de crisisjaren werd geld ingezameld via de zogenaamde Retraitepenning. Voor vrouwen met kinderen werden spciale ‘huismoedersdagen’ georganiseerd.

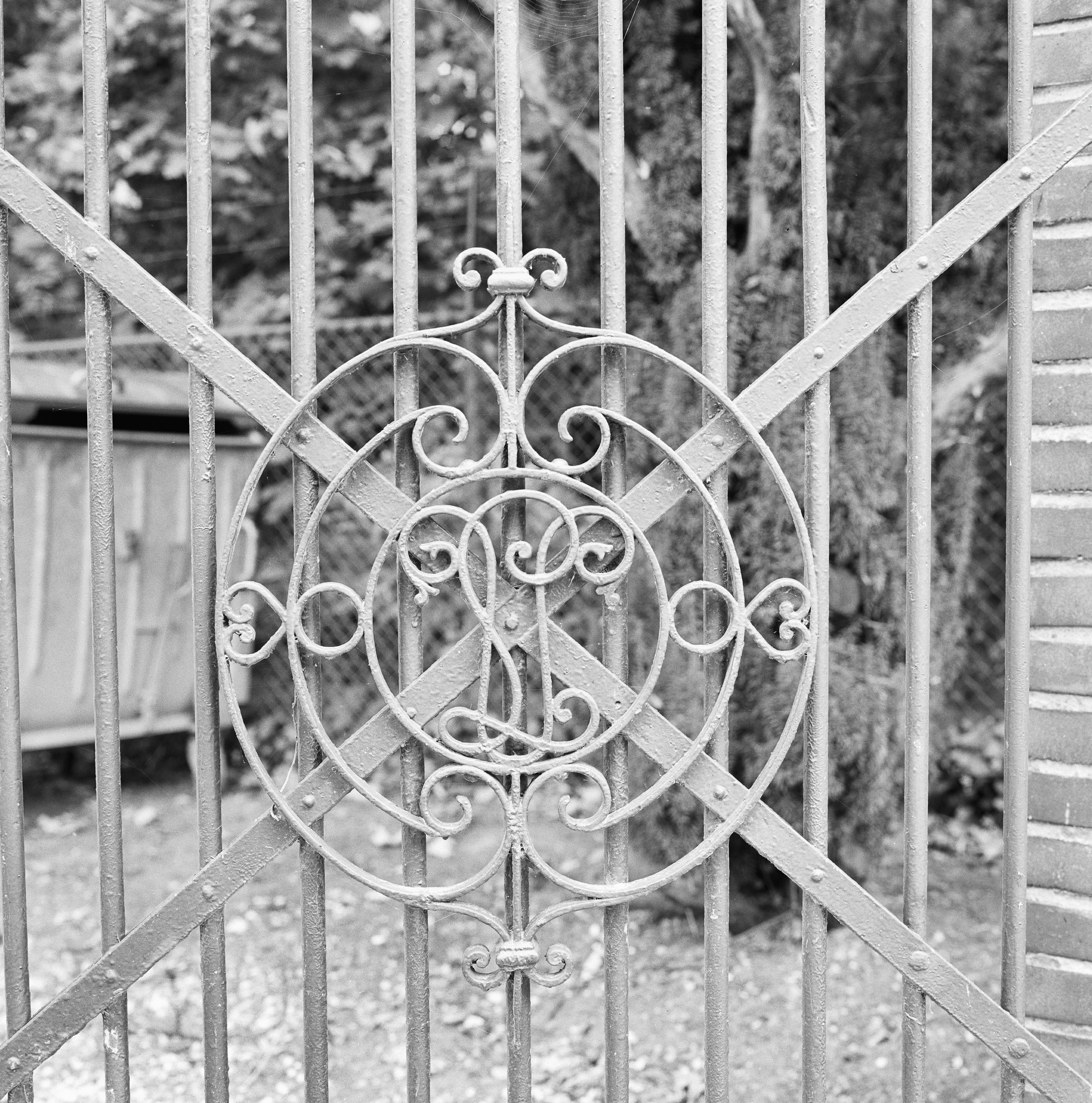
Poort met monogram LV.

In 1939 werd links van het retraitehuis een nieuwe kapel en onderkomen voor de retraitanten gebouwd naar ontwerp van architect Jan Bongaerts. Deze nieuwe vleugel werd uitgevoerd in baksteen. De kapel werd op 6 januari 1940 ingewijd door bisschop Lemmens. Om het complex lieten de zusters een groot smeedijzeren hek aanleggen met aan de straatzijde rechts een grote dubbele poort. Deze poort is bekroond met een kruis en is aan beide zijden versierd met de initialen LV (La Vierge).
De kapel werd in 1999 afgebroken, evenals de Lourdesgrot. De villa bleef bewaard. In 2000 verleende de gemeente Roermond een sloopvergunning voor het complex. De sloopplannen gingen echter niet door. Tot 2019 was het complex in gebruik als kantoorruimte. In 2019 werd het gebouw gerenoveerd en kreeg het een woonfunctie.